# Curcuma colorata
Curcuma colorata là một loài thực vật có hoa trong họ Gừng. Loài này được Theodoric Valeton mô tả khoa học đầu tiên năm 1918.

## Phân bố
Loài này có tại đảo Java và quần đảo Sunda Nhỏ (?), Indonesia. Môi trường sống là trong các rừng tếch tại Java, ở cao độ đến 177 m.
Tên gọi địa phương tại Tây Java là tis hay tinggang (chia sẻ cùng C. purpurascens), tại Đông Java là tema labak (chung với C. xanthorhiza) và temu kètèk (nghệ khỉ).

## Mô tả
Cây thân thảo có hoa, cao 1,2-1,6 m. Thân rễ hiện ra ở phía đối diện của thân hành cũng như từ gốc. Các thân rễ chính ngắn hoặc vừa phải, từ 50-100 x 20 mm và tạo ra các nhánh tương tự chủ yếu ở mặt dưới của chúng, tất cả đều cong lên ở phần đỉnh của chúng và các củ không cuống tạo thành ở một bên hoặc hiếm khi thành các hàng so le dọc theo nhánh chính. Vỏ màu da cam tươi bẩn với các vảy màu nâu nhạt, chồi tận cùng hình nón, màu trắng. Ruột màu da cam sẫm, các củ có cuống có màu xám với vỏ trong màu da cam. Lá thuôn dài hoặc hình trứng ngược-hình mác, với đáy nhọn hơi lệch, thu nhỏ chậm đến điểm nhọn kết thúc thành hình đuôi ngắn; khoảng 2-3 lá đầu tiên thuôn tròn tương đối rộng tại gốc và thắt lại và nhọn tại cuống có rãnh. Lá trở thành dài hơn khi cây lớn và có hình elip-hình mác. Độ dài trung bình 45-55(-65) × 14-23(-40) cm, số lượng ~3-4. Lá dường như to hơn ở các cây lớn hơn và không ra hoa và có màu xanh lục sẫm. Gân giữa rỗng màu nâu đỏ sẫm. Lưỡi bẹ kém phát triển, không rộng qua 0,5 mm và không tai. Cụm hoa hình trụ với mào giãn nở (16 × 7 cm ở giữa, 16 × 10 cm ở đỉnh), dài 12–20 cm, cuống 20–65 cm. Cành hoa bông thóc thò ra một chút trên bẹ nhưng vượt cao hơn nhờ các cuống dài.Lá cuống đôi khi có dạng như lá thông thường với bẹ hợp sinh vào cuống, dài 45 cm, rộng 11 cm, với cuống 13 cm vượt cao hơn cành hoa bông thóc, trong trường hợp này lá bắc ở thấp nhất mang 1 hoa, nhưng thông thường thì lá cuống là 1-2 lá bắc nằm thấp nhất và cao hơn phần còn lại, vô sinh, hợp sinh tới 50% chiều dài của chúng, mặt cắt tam giác-hình trứng, tù. Các lá bắc hợp sinh tới 1/2-2/3 chiều dài của chúng tạo thành các túi rộng và rất lồi, hẹp tại đáy trong khi phần tự do mọc thẳng và kéo dài các túi, thắt lại tại đáy và mở rộng ở đỉnh. Phần tự do dẹp, hình trứng rộng hơn dài, hơi thu hẹp tại đáy với đỉnh hơi nhọn nhưng rất tù. Chiều dài của lá bắc thứ 7 của cành hoa bông thóc thông thường là 4,6 cm, trong đó 3,0 cm hợp sinh và 1,6 cm tự do, rộng 3 cm. Lá bắc thứ 23 là 6 × 3,4 cm, hợp sinh 2,5 cm và rời 3,5 cm theo chiều dài. Lá bắc mào cao nhất kích thước 7 × 2,5 cm. 3-4 lá bắc mào màu tía sẫm, các lá bắc hoa màu lục nhạt, các lá dưới cùng nhất màu lục. Tất cả các lá bắc đều có lông tơ mịn và lông rung ngắn. Hoa to (5–6 cm) và thò ra từ lá bắc. Lá bắc con 2–3 cm, màu trắng với chóp hồng. Đài hoa 0,9–1 cm, gần cắt cụt với 3 răng rất nhỏ có lông rung và với vết nứt ngắn. Ống tràng 1,8 cm, họng 1,8-2,2 cm. Cánh môi 1,8 × 1,8 cm với đáy hẹp. Nhị lép 1,6 × 1 cm, rộng, hình quạt; chỉ nhị 3,5 × 4 nmm; bao phấn dài 5 mm, cựa hơi cong, mỏng, ~3 mm. Thùy tràng lưng 1,5 × 1,4 cm, thùy bên 1,2 × 1,2 cm. Tràng màu da cam nhạt, các thùy tràng màu hồng nhạt, chồi màu hồng. Loài này có thể nhận biết nhờ mào rộng màu tía sẫm, cuống hoa cao, hoa to màu da cam.